# Лієпайське озеро
Лієпа́йське о́зеро (лат. Liepājas ezers) — озеро в Латвії, Західна Курляндія. Розташоване неподалік від Балтійського моря. Площа — 37.15 км². 5-е найбільше озеро країни. Розташоване південніше міста Лієпая. Оточене родючими землями.

## Назва
- Лієпа́йське о́зеро (лат. Liepājas ezers) — сучасна латиська назва.
- Лібавське озеро (нім. Liebausche See) — стара німецька назва, що походить від Лібави, німецької назви Лієпаї. Зустрічається на картах Курляндії XVIII — XIX ст[1].

## Річки
- Аланде (річка)